# Triphoturus nigrescens
Triphoturus nigrescens är en fiskart som först beskrevs av Brauer, 1904.  Triphoturus nigrescens ingår i släktet Triphoturus och familjen prickfiskar. Inga underarter finns listade i Catalogue of Life.